# Mnichov (Cheb)
Mnichov (in tedesco Einsiedl) è un comune della Repubblica Ceca facente parte del distretto di Cheb, nella regione di Karlovy Vary.

## Geografia fisica
Il paese si trova a 10 km a nord-est dalla città termale di Mariánské Lázně.
I comuni limitrofi sono ad ovest Sitiny, a nord Louka, Kyselka, Becov nad Teplou, Nova Ves, Krasno e Dolni Hluboka, ad est Poutnov, Tisova e Rankovice, e a sud Popovice, Cihana, Babice, Hostec, Sluzetin, Horni Kramoli, Jankovice e Rajov.

## Storia
Mnichov è stata fondata il 10 luglio 1437. Jobst di Einsiedl divenne segretario di re Giorgio di Poděbrady, e poi cavaliere. Nel 1549 la cittadinanza si estinse quasi completamente: il paese doveva essere ripopolato.  Nel 1727 Carlo VI inserì Mnichov sulla via del commercio da Cheb a Praga.

## Economia

### Industria
Già nel medioevo, in città era diffusa la produzione di birra. In aggiunta, furono creati diversi mulini. Attorno alla fine della seconda guerra mondiale, in città furono edificate una birreria, una segheria ed una fabbrica produttrice di giocattoli.

## Società

### Evoluzione demografica
| Anno        | 1856 | 1939 | 2001 | 2008 | 2011 |
| ----------- | ---- | ---- | ---- | ---- | ---- |
| Popolazione | 1137 | 710  | 352  | 404  | 404  |

## Monumenti
- Chiesa di San Pietro e Paolo[4]
- Statua di San Giuseppe con Gesù in braccio
- Colonna con la statua di San Pietro, di fronte alla chiesa
- Torre della città

## Geografia antropica

### Frazioni
- Mnichov
- Rájov
- Sítin